# Lycomorphodes hemicrocea
Lycomorphodes hemicrocea là một loài bướm đêm thuộc phân họ Arctiinae, họ Erebidae.